# Dixie (región)

El símbolo tradicional del Sur: la "Bandera Rebelde", basado en la bandera de batalla del Ejército del Virginia.

El color rojo oscuro indica los estados que gerneralmente se incluyen en las definiciones modernas de Dixie, en color rojo los que a veces se incluyen (véase Sur de Estados Unidos) y en color rojo pálido los que de vez en cuando se incluyeron debido a sus conexiones históricas con el Sur.

Dixie (también conocido como Dixieland) es un apodo para el Sur de Estados Unidos, en particular los estados que compusieron los Estados Confederados de América. Originalmente, el término se refiere simplemente a los estados al sur de la Línea Mason-Dixon, pero ahora es más un referente cultural, en referencia a las partes de los Estados Unidos que se  "sienten" sureños. Además, el término está íntimamente ligado a los sentimientos que muchos estadounidenses asocian a la bandera de batalla confederada.

## Región

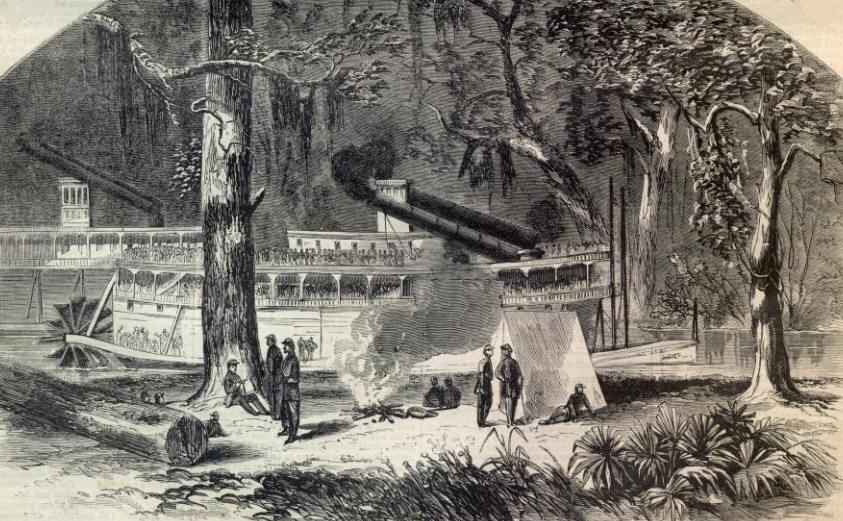
Bayou Navigation in Dixie, grabado de un barco de Vapor de Louisiana, 1863.

Como una clara ubicación geográfica dentro de los Estados Unidos, "Dixie" se define generalmente a los once estados del Sur que se separaron a finales de 1860 y  a principios de 1861 para formar los Estados Confederados de América. Estos son (en orden de secesión): Carolina del Sur, Misisipi, Florida, Alabama, Georgia, Luisiana, Texas, Virginia, Arkansas, Carolina del Norte y Tennessee. Maryland nunca se separó de la Unión, pero a muchos de sus ciudadanos favorecieron la Confederación. Mientras que muchos de los representantes de Maryland fueron arrestados para evitar la secesión, tanto en los estados de Misuri y Kentucky producidendo Ordenanzas de la Secesión y fueron admitidos en la Confederación. Virginia Occidental , fue parte de Virginia hasta 1863; los condados que decidieron no separarse de la Unión se convirtió en parte del Oeste de Virginia.
A pesar de que Maryland no está incluida en Dixie hoy en día, Maryland está en el lado Dixie de la línea Mason-Dixon; si el origen del término Dixie es aceptado como una referencia para la región sur (y oeste) de la línea, Maryland estaba en Dixie en 1760. También se puede argumentar que Maryland fue, en 1860, parte de Dixie, sobre todo culturalmente. En este sentido, seguiría siendo así hasta la década de 1970, cuando la afluencia de gente del Noreste hacen que el estado y su cultura reduzca la influencia sureña.
Sin embargo, la ubicación y los límites de "Dixie", con el tiempo, se vuelven cada vez más subjetivos. Hoy en día, se asocia con aquellas partes del Sur de Estados Unidos, donde las tradiciones y legados de la Confederación se conservan de cierta forma. El concepto de "Dixie", como la ubicación de un determinado conjunto de elementos culturales que, en la mentalidad y las tradiciones (junto con los de otras regiones en América del Norte) fueron explorados en el libro de 1981 Las Nueve Naciones de América del Norte.
Muchas empresas en el Sur contienen "Dixie" en su nombre como identificador, tales como la cadena de supermercados Winn-Dixie.

## Origen del nombre

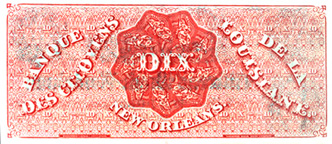
Billete de diez dólares de la Banque des citoyens de la Louisiane, 1860

Según el Oxford English Dictionary, el origen de este apodo sigue siendo desconocido. La más común de las teorías de acuerdo a A Dictionary of Americanisms on Historical Principles (1951) de Mitford M. Mathews:
1. "Dixie" deriva de Jeremiah Dixon, un inspector de la línea Mason–Dixon, que define la frontera entre los estados de Maryland y Pennsylvania, separando los estados libres y esclavos, posterior al Compromiso de Misuri.[14]
2. La palabra "Dixie" se refiere a la moneda emitida por los Banco Estatal de los Ciudadanos en el Barrio francés de Nueva Orleans y, a continuación, por otros bancos en Louisiana.[15] Estos bancos emitieron billetes de diez dólares[16] con la etiqueta Dix en el reverso, el término francés para "diez". Las notas eran conocidas como "Dixies" por los sureños, y el área alrededor de Nueva Orleans y el área de habla francesa partes de Louisiana llegó a ser conocido como "Dixieland". Finalmente, el uso del término se amplió para referirse a los estados del Sur en general.
3. La palabra conserva el nombre de Johan Dixie (a veces escrito Dixy), un propietario de esclavos en la Isla de Manhattan, donde la esclavitud era legal hasta el año 1827. Un cuento apócrifo afirma que después de su publicación en el Sur, los esclavos que trabajaban previamente en la Tierra de Dixie, compararon los malos tratos entre el Norte y el Sur.[17]